# Список послов СССР и России в Бахрейне
В статье представлен список послов СССР и России в Королевстве Бахрейн.
- 28 сентября 1990 года установлены дипломатические отношения на уровне посольств.

| Срок полномочий                    | Посол                          | Годы жизни | Вручение верительных грамот | Комментарии |
| ---------------------------------- | ------------------------------ | ---------- | --------------------------- | ----------- |
| СССР                               |                                |            |                             |             |
| 15 февраля 1991 — 1991             | Анатолий Николаевич Гаврюшенко | 1939—1992  | 30 июля 1991                |             |
| Российская Федерация               |                                |            |                             |             |
| 15 октября 1993 — 2 июля 1998      | Александр Сергеевич Новожилов  | 1948—      |                             |             |
| 2 июля 1998 — 13 мая 2003          | Валерий Павлович Власов        | 1943—      |                             |             |
| 13 мая 2003 — 28 января 2008       | Юрий Александрович Антонов     | 1949—      |                             |             |
| 28 января 2008 — 29 декабря 2014   | Виктор Юрьевич Смирнов         | 1955—      |                             |             |
| 29 декабря 2014 — 19 сентября 2018 | Вагиф Мамедвели оглы Гараев    | 1955—2021  |                             |             |
| 19 сентября 2018 — 9 августа 2022  | Игорь Александрович Кремнёв    | 1963—      |                             |             |
| 9 августа 2022 — настоящее время   | Алексей Владимирович Скосырев  | 1964—      | 19 октября 2022             |             |